# Amado Guevara
Amado Guevara (ur. 2 maja 1976 w Tegucigalpie) – piłkarz honduraski grający na pozycji ofensywnego pomocnika.

## Kariera klubowa
Karierę piłkarską Guevara rozpoczął w stolicy Hondurasu, Tegucigalpie. Wychował się w klubie Olimpia Tegucigalpa i w 1992 roku zadebiutował w jego barwach w pierwszej lidze Hondurasu. W 1993 roku wywalczył z Olimpią mistrzostwo kraju, ale po tym sukcesie odszedł do lokalnego rywala, Motagui Tegucigalpa. W 1994 roku został z nią wicemistrzem Hondurasu. W 1995 roku Amado trafił do hiszpańskiego drugoligowca, Realu Valladolid, ale rozegrał tam zaledwie 8 spotkań i wrócił do Motagui. W sezonie 1997/1998 wywalczył mistrzostwo Apertury i Clausury, a także wystąpił w finale Pucharu Hondurasu i zdobył superpuchar kraju. W 1999 roku znów zagrał w finale pucharu, a w sezonie 1999/2000 ponownie został mistrzem i Apertury, i Clausury.
W 2000 roku Guevara wyjechał do Meksyku i występował przez jeden sezon w tamtejszym Toros Neza z miasta Nezahualcóyotl. W 2001 roku został natomiast piłkarzem CD Zacatepec. W 2002 roku przeszedł do kostarykańskiego Deportivo Saprissa i w sezonie 2002/2003 wywalczył Copa Interclubes UNCAF, ale jeszcze w jego trakcie odszedł do Motagui, z którą został wicemistrzem Clausury.
W kwietniu 2003 roku Hondurańczyk podpisał kontrakt z zespołem amerykańskiej Major League Soccer, MetroStars, wywodzącego się z Nowego Jorku. W MLS zadebiutował 19 kwietnia w zremisowanym 1:1 domowym meczu z Los Angeles Galaxy. W 2004 roku jako drugoroczniak MLS został wybrany MVP rozgrywek i wystąpił w meczu gwiazd MLS. Do końca 2006 roku zdobył dla klubu z Nowego Jorku 32 bramki w 103 rozegranych spotkaniach.
W 2007 roku Guevara został zawodnikiem CD Chivas USA i 8 kwietnia zaliczył debiut w spotkaniu z Toronto FC (2:0). W maju odszedł jednak do Motagui Tegucigalpa i jeszcze w tym samym roku wygrał z nią Copa Interclubes UNCAF.
W 2008 roku Guevara wrócił do Major League Soccer i stał się piłkarzem Toronto FC, jedynego zespołu kanadyjskiego w amerykańskiej lidze. Pierwszy mecz w barwach Toronto rozegrał 13 kwietnia przeciwko Los Angeles Galaxy (3:2), w którym zaliczył asystę przy golu Daniele Dichio.
| Sezon   | Klub               | Kraj              | Rozgrywki          | Mecze | Bramki |
| ------- | ------------------ | ----------------- | ------------------ | ----- | ------ |
| 1992/93 | CD Olimpia         | Honduras          | LINA               | ?     | 6      |
| 1993/94 | CD Motagua         | Honduras          | LINA               | ?     | ?      |
| 1994/95 | CD Motagua         | Honduras          | LINA               | ?     | ?      |
| 1995/96 | Real Valladolid    | Hiszpania         | Segunda División   | 8     | 0      |
| 1996/97 | CD Motagua         | Honduras          | LINA               | ?     | ?      |
| 1997/98 | CD Motagua         | Honduras          | LINA               | ?     | ?      |
| 1998/99 | CD Motagua         | Honduras          | LINA               | ?     | ?      |
| 1999/00 | CD Motagua         | Honduras          | LINA               | 39    | 13     |
| 2000/01 | Toros Neza         | Meksyk            | Primera División A | 26    | 7      |
| 2001/02 | CD Zacatepec       | Meksyk            | Primera División A | ?     | ?      |
| 2002/03 | Deportivo Saprissa | Kostaryka         | Primera División   | 19    | 9      |
| 2002/03 | CD Motagua         | Honduras          | LINA               | ?     | 20     |
| 2003    | MetroStars         | Stany Zjednoczone | MLS                | 25    | 3      |
| 2004    | MetroStars         | Stany Zjednoczone | MLS                | 24    | 10     |
| 2005    | MetroStars         | Stany Zjednoczone | MLS                | 26    | 11     |
| 2006    | Red Bull New York  | Stany Zjednoczone | MLS                | 28    | 8      |
| 2007    | Chivas USA         | Stany Zjednoczone | MLS                | 4     | 0      |
| 2007/08 | CD Motagua         | Honduras          | LINA               | 5     | 2      |
| 2008    | Toronto FC         | Kanada            | MLS                | 21    | 4      |
| 2009    | Toronto FC         | Kanada            | MLS                | 25    | 5      |

## Kariera reprezentacyjna
W reprezentacji Hondurasu Guevara zadebiutował w 5 maja 1994 roku w wygranym 2:1 towarzyskim spotkaniu z Peru. Z kolei pierwszą bramkę zdobył 23 kwietnia 1997 w spotkaniu z Kostaryką. W 2000 był podstawowym zawodnikiem swojej drużyny w Złotym Pucharze CONCACAF, która zajęła 6. miejsce. Natomiast w 2001 roku dotarł z Hondurasem do półfinału Copa América 2001 i ostatecznie zajął z nim 3. miejsce na tym turnieju. Z kolei w 2007 roku wystąpił w Złotym Pucharze CONCACAF 2007 i tym razem doszedł z Hondurasem do ćwierćfinału. Obecnie nadal jest pierwszym zawodnikiem swojej reprezentacji i został powołany do 23-osobowej kadry na MŚ w RPA. Jest rekordzistą pod względem występów w reprezentacji Hondurasu i pełni funkcję jej kapitana.